# Gilgamesh
Gilgamesh (jap. ギルガメッシュ Girugamesshu) – anime oparte na mandze autorstwa Shōtarō Ishinomoriego. Film opowiada o ataku terrorystycznym spowodowanym przez Enkidu czyli Terumichiego Madokę, ojca dwójki rodzeństwa, Tatsui i Kiyoko.
W instytucie badawczym zwanym Wrotami Niebios przeprowadzano różne eksperymenty. Między innymi klonowano. Przez dojście do Delphys i połączenie się z T.E.A.R. profesor Madoka spowodował ogromny wybuch, który na wiele lat zakrył niebo lustrzaną, nieprzepuszczalną powłoką mieniącą się różnymi kolorami o nazwie Osłona Nieba.
Matka Kiyoko i Tatsui, Azusa, zadłużyła się u ludzi z mafii i zmarła. Według umowy Kiyoko miała sprzedać ciało, a Tatsuya organy, zamiast pieniędzy.
Podczas ucieczki przed mafią natknęli się na dom, w którym spotkali członków Gilgamesha. Niedługo potem są świadkami walki członków Gilxxa z O.R.G.A. Potem rodzeństwo zostało przejęte przez Hrabinę Wendenberg. Okazuje się, że Tatsuya posiadł Dynamis, czyli moc, którą dysponowali Fuuko Omuro, Tooru Tsukiota i Isamu Fujisaki, dzieci służące Hrabinie, ORGA. Kiyoko nie posiadła tej mocy. W dalszych odcinkach Kiyoko zachodzi w ciążę z jednym z Gilgameshów – Novem'em, zakochuje się w nim, jednak dziecko, które w sobie nosi, jest potworem. Kiedy Hrabina chce usunąć dziecko, Kiyoko na to się nie zgadza, ale niestety umiera. Na końcu okazuje się, że wszyscy podopieczni hrabiny są klonami naukowców pracujących we Wrotach Niebios. W ostatnich odcinkach pojawia się Enkidu wraz z oryginałami O.R.G.A. Okazuje się, że T.E.A.R to tak naprawdę serce hrabiny. Novem wyznaje miłość Kiyoko a właściwie mówi Tatsuyi że ją kochał. Wszystkie klony zostają zabite, hrabina niszczy świat a Tatsuya i Kiyoko spotykają się w niebie.
Tematyką tego anime jest walka ze złem tego świata o uratowanie gatunku ludzkiego, który Enkidu chce zniszczyć, aby powstał nowy byt, o wiele doskonalszy od ludzkiego.

## Postacie
Postacie pierwszoplanowe
- Kiyoko Madoka
- Tatsuya Madoka
- Hrabina Wendenberg
- Terumichi Madoka
- Fuuko Omuro
- Fujisaki Isamu
- Tooru Tsukiota
- Kazamatsuri – dowódca oddziału Blattaria

Należące do Gilgamesha
- Uno
- Duo
- Tria
- Quattuor
- Quince
- Sex
- Septem
- Oct
- Novem
- Decem

### Gilgamesh, Orga i Wrota
Orga są klonami naukowców z instytutu Wrota Niebios. Wyglądają, mówią i poruszają się jak zwykli ludzie a wyróżnia ich tylko pochodzenie i moc Dynamis. W anime były wzmianki o wielu ludziach, którzy posiedli tę moc, lecz ich siła ledwie pozwalała wykrzywiać łyżki na odległość. Najsilniejsi Orga zostali zgromadzeni przez Hrabinę i wyszkoleni do walki z gilgameshem. Moc Orga jest wynikiem przypadkowego napromieniowania przez T.E.A.R. – nową niematerialną formę życia, która przyczyniła się do globalnej katastrofy – a ze względu na ograniczenia w czasie silniejsi często przekazują słabszym część własnej mocy.
Gilgameshe z kolei to coś zupełnie innego niż Orga, są bardzo piękni, zawsze noszą charakterystyczny mundur, w ich wypowiedziach czuć wrażenie wyższości i najczęściej zamiast chodzić teleportują się korzystając z Dynamis. Gilgameshe nie są klonami tylko wynikiem eksperymentu w wyniku którego połączono ludzki i boski kod genetyczny. Moc gilgameshy jest znacznie większa niż Orga, mają oni także zdolności nieosiągalne dla innych, jak np. przemiana w drugą, półboską formę; przemianę otaczającej ich przestrzeni; wpływanie na umysły innych bez kontaktu fizycznego. Z 10 Gilgameshy czworo posiadło zdolność kontroli żywiołów, reszta dysponuje jednak silniejszą tradycyjną mocą (przypomina bardzo silną telekinezę). 10 Gilgameshy służy Enkidu i wspólnie tworzą najgroźniejszą grupę terrorystyczną w historii. Całej sytuacji grozy dodaje fakt że każdy Gilgamesh może wskrzeszać poległych towarzyszy, wystarczy więc, że choć jeden umknie a wkrótce wrócą wszystkie.
Wrota Niebios to instytut naukowy zrzeszający największych geniuszy świata. Został zbudowany na jaskini zwanej przestrzenią Delphys w której zachodziły zdarzenia paranormalne, była ona uważana za grób Gilgamesha. Mimo że dokonywano tam przełomów w niemal każdej dziedzinie, najważniejszym celem instytutu zawsze były badania nad boskim DNA pozyskanym z grobowca. Po jakimś czasie w Delphys powstała żywa forma antymaterii, została nazwana T.E.A.R. (czyli "rozdarcie"), jej promieniowanie zatruwało Wrota Niebios. Wkrótce po zaobserwowaniu T.E.A.R. doszło do eksplozji którą nazwano podwójnym X (ze względu na datę zdarzenia). Do ataku przyznał się Enkidu, czyli Terumichi Madoka – naukowiec instytutu i ojciec głównych bohaterów – przeżył dzięki T.E.A.R. z którym się połączył, zabrał 10 przedmiotów eksperymentu i usunął się w cień. Dopiero gdy Gilgameshe dojrzały, Enkidu wrócił by ostatecznie skończyć z ludzką plagą.
Anime Gilgamesh wyprodukowane zostało przez studio Japan Vistec.